# استان راونا

استان راونا (به ایتالیایی: Provincia di Ravenna) از استان‌های کشور ایتالیا است. استان راونا در شمال این کشور قرار دارد. مرکز این استان شهر راونا و زیرمجموعه ناحیه امیلیا-رومانیا می‌باشد. مساحت این استان ۱٬۸۵۸ کیلومتر مربع و جمعیت آن ۳۹۴٬۵۴۳ نفر است.